# Okręg miński (ZCZW)
Okręg miński – okręg administracyjny utworzony 15 września 1919 pod Zarządem Cywilnym Ziem Wschodnich (ZCZW).
W skład okręgu mińskiego weszły powiaty: bobrujski, borysowski, ihumeński, miński, słucki.
9 lutego 1920 utworzono powiat lepelski z terenów powiatów lepelskiego i połockiego z tymczasową siedzibą w Kubliczach, który wszedł w skład okręgu mińskiego.

## Demografia
Według spisu ludności w grudniu 1919 roku okręg zamieszkiwało 1 091 138 osób, z których 64,5% zadeklarowało się jako Białorusini, 14,6% – Polacy, 11,3% – Żydzi, 3,5% – „tutejsi”, 0,2% – Litwini, 5,9% – przedstawiciele innych narodowości (głównie Rosjanie). Największymi jego miastami były: Mińsk (102 392 mieszk.), Bobrujsk (29 704 mieszk.) i Słuck (14 162 mieszk.). Na terytorium okręgu znajdowało się też 8781 innych miejscowości, z których 1 miała 5–10 tys. mieszkańców, a 31 miało 1–5 tys. mieszkańców.

## Oświata
W okręgu mińskim w roku szkolnym 1919/1920 działały 1123 szkoły powszechne, 71 szkół średnich i 14 szkół zawodowych. Ogółem uczyło się w nich 84 690 uczniów i pracowało 2454 nauczycieli. Wśród szkół powszechnych było: 643 nauczające w języku rosyjskim (42 541 uczniów, 906 nauczycieli), 262 nauczające w języku polskim (13 106 uczniów, 348 nauczycieli), 194 nauczające w języku białoruskim (10 417 uczniów, 271 nauczycieli) i 24 nauczające w języku jidysz (2633 uczniów, 99 nauczycieli). Najlepsze warunki nauczania panowały w szkołach żydowskich (1 nauczyciel na 27 uczniów), a najgorsze w rosyjskich (1 nauczyciel na 47 uczniów). W marcu 1920 roku istniało 279 szkół nauczających w języku polskim i 1208 szkół nauczających w innych językach.

## Szczegółowy podział administracyjny
| Powiat | Pow.km² | Mieszk. |  | Miasto powiatowe | Mieszk. |
| --- | ------- | ------- |  | ---------------- | ------- |
| Okręg Miński |         |         |  |                  |         |
| bobrujski | 10500   | 188.976 |  | Bobrujsk         | 29.704  |
| borysowski | 6700    | 147.673 |  | Borysów          | 5.452   |
| ihumeński | 8010    | 221.758 |  | Ihumeń           | 4.669   |
| lepelski ¹ | ?       | ?       |  | Kublicze         | ?       |
| miński | 5213    | 304.004 |  | Mińsk ²          | 102.392 |
| Mińsk miasto ² | ?       | 102.392 |  | Mińsk            | 102.392 |
| słucki | 5524    | 228.727 |  | Słuck            | 14.162  |
| ¹ 9 lutego 1920 r. utworzono powiat lepelski z terenów powiatów lepelskiego i połockiego z tymczasową siedzibą w Kubliczach, który wszedł w skład Okręgu Mińskiego(Dz. Urz. ZCZW z 1920 r. Nr 9, poz. 149) |         |         |  |                  |         |
| ² 25 października 1919 r. utworzono powiat miejski w Mińsku (Dz. Urz. ZCZW z 1919 r. Nr 26, poz. 276) |         |         |  |                  |         |